# Тарутау (национальный морской парк)
Национальный морской парк Тарутау (тайск.  อุทยานแห่งชาติทางทะเลตะรุเตา) — состоит из 51 острова, расположенных в Андаманском море, недалеко от побережья провинции Сатун на юге Таиланда. Парк состоит из двух островных групп: Тарутау (тайск. หมู่เกาะตะรุเตา) и острова Бутанг (Аданг-Рави, тайск. หมู่เกาะอาดัง-ราวี), которые разбросаны от 20 до 70 километров от материка. Парк занимает площадь в 1490 км² (1 260 км² приходится на океан, 230 — на острова). Самая южная точка парка находится на границе с Малайзией. Тарутау стал вторым морским национальным парком в Таиланде на момент своего основания, 19 апреля 1974 года.

## Основные острова
В парке расположено 9 крупных островов и 42 небольших. Вот некоторые из них:
- Архипелаг Тарутау (расположен примерно в 30 км от тайского побережья)
  - Остров Тарутау (тайск. เกาะตะรุเตา) — крупнейший из островов, протяженность которого составляет 26,5 км (11 км в ширину). Самая высокая точка имеет высоту более 700 метров. Лес охватывает более 70 % территории острова.
  - Небольшие острова возле Тарутау: Лала (высота 57 м), Норт-Айленд (высота 50 м), Саут-Айленд (Кланг), Коло, Каман, Синг (Лингнга), Белитунгбеса (Малитонг), Пандан (высота 129 м)
- Архипелаг Кланг (расположен примерно в 38 км от тайского побережья)
  - Кланг (тайск. เกาะ กลาง), Хай (тайск. เกาะไข), Танга (тайск. เกาะตางาห์), Суку.
- Острова Бутанг (расположены примерно в 45 км к западу от Таратау)
  - Адонг (тайск. เกาะอาดัง), Рави (тайск. เกาะราวี), Батонг, Нипис, Битси, Ката, Пуло, Таланг, Пин, Лангча, Саванг, Бубу.

## История
Парк был создан в 1974 году. В 1982 году он был включён в качестве одного из первых парков наследия АСЕАН. Он также был представлен в ЮНЕСКО в 1990 году, но как всемирное наследие был утверждён в 1991 году. Реки и болота Тарутау были последним известным убежищем для гребнистого крокодила (Crocodylus porosus) в Таиланде, этот вид уже исчез в этих местах.
Остров использовали в конце 1930-х годов как колонию для тайских политических заключённых. Во время Второй мировой войны, когда снабжение с материка прекратилось, охранники и заключённые объединились и стали совершать нападения на проплывавшие мимо суда. Набегами тайно руководил американский владелец плантации, при этом ему помогали два британских офицера, которые, спасаясь от суда по обвинению в убийстве, бежали на Тарутау, чтобы пересидеть войну. Они затопили около 130 судов, убивая всех, кто на них находился. После того как эти пираты были уничтожены британскими войсками в конце войны, на острове поселились рыбаки и фермеры.

## Появление на телевидении
На острове Тарутау в 2002 году снимался сезон телесериала Survivor: Таиланд. Филиппинская версия сериала снималась там же, шесть лет спустя.

## Галерея

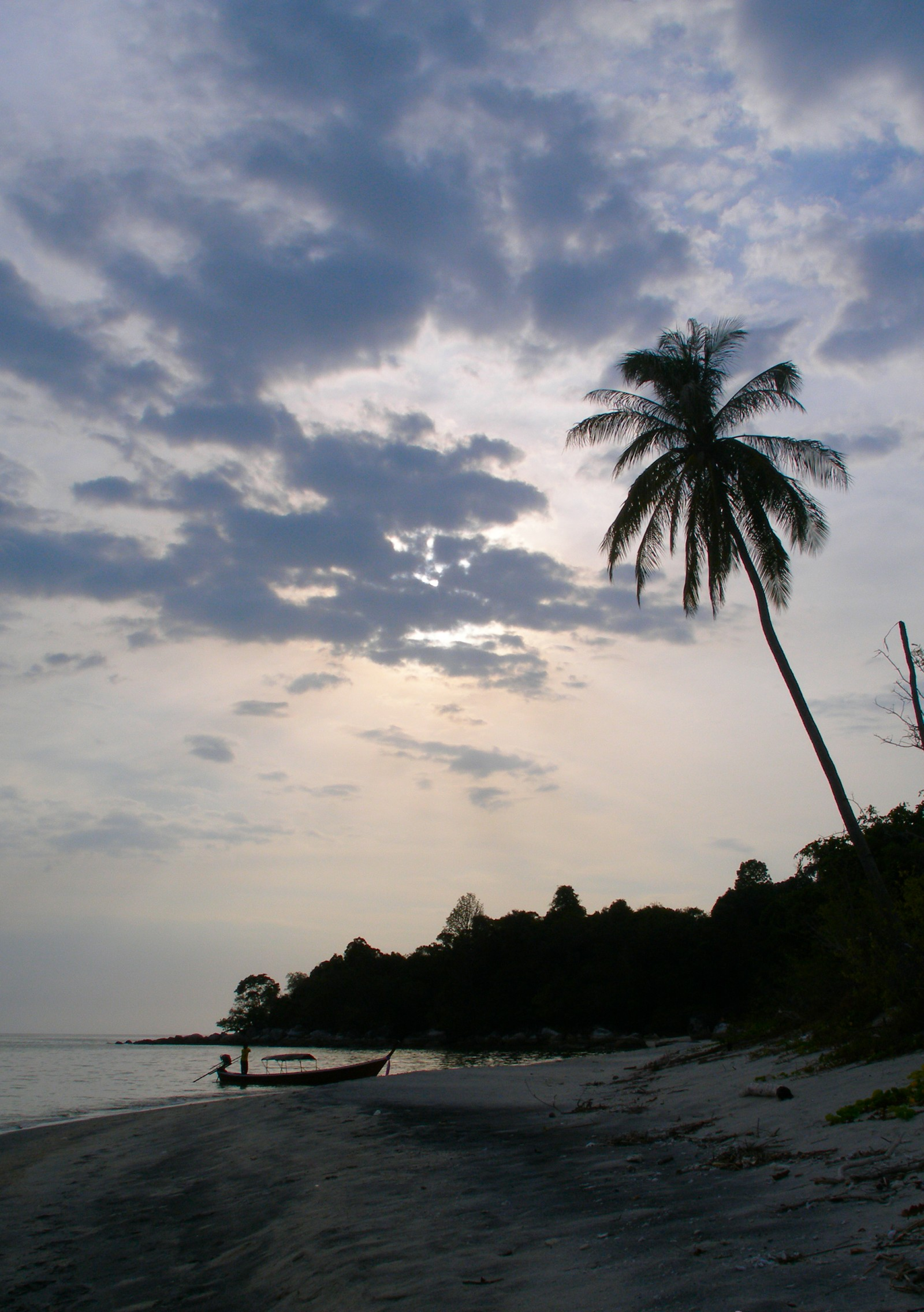
Ко Аданг
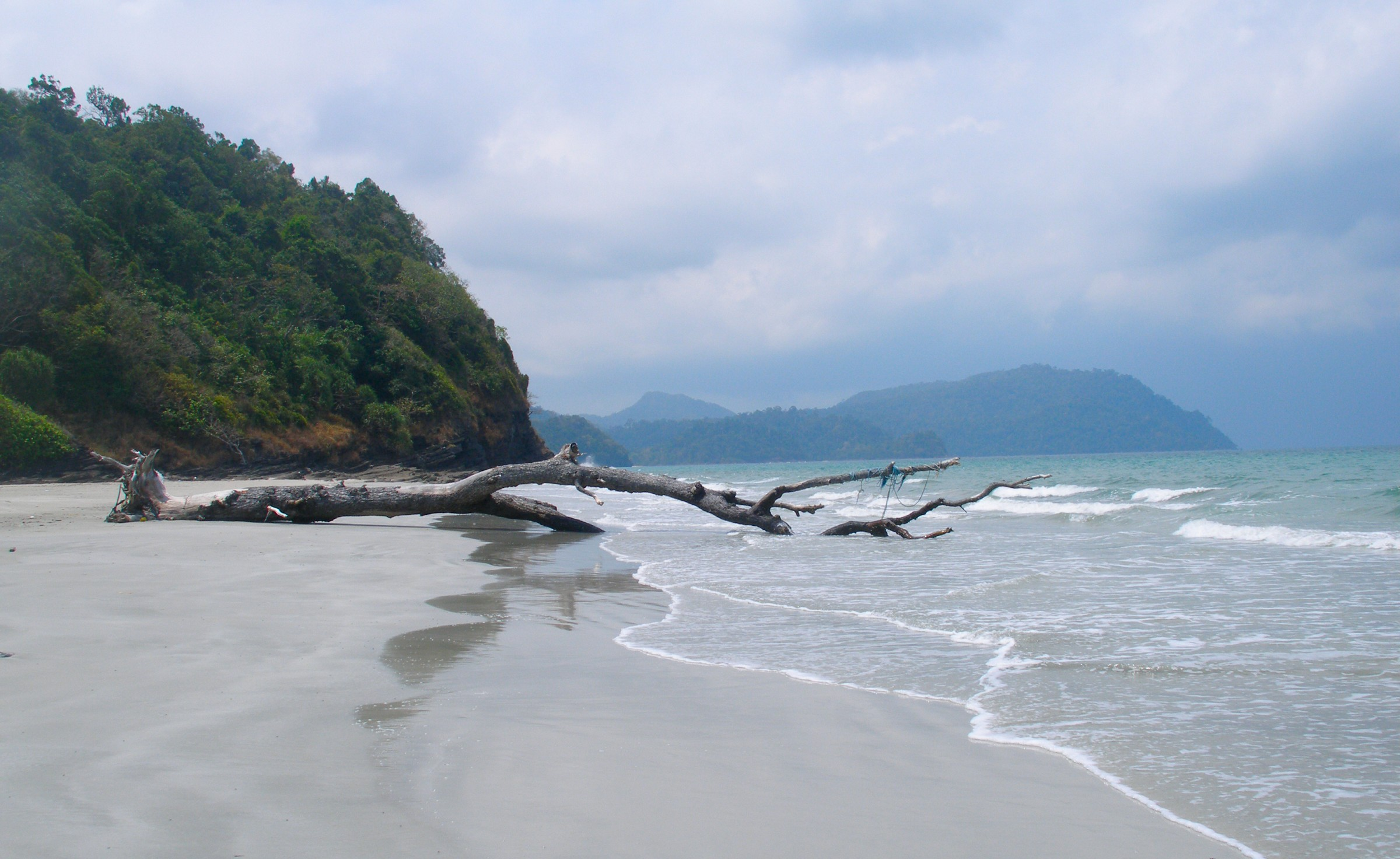
Ко Тарутао
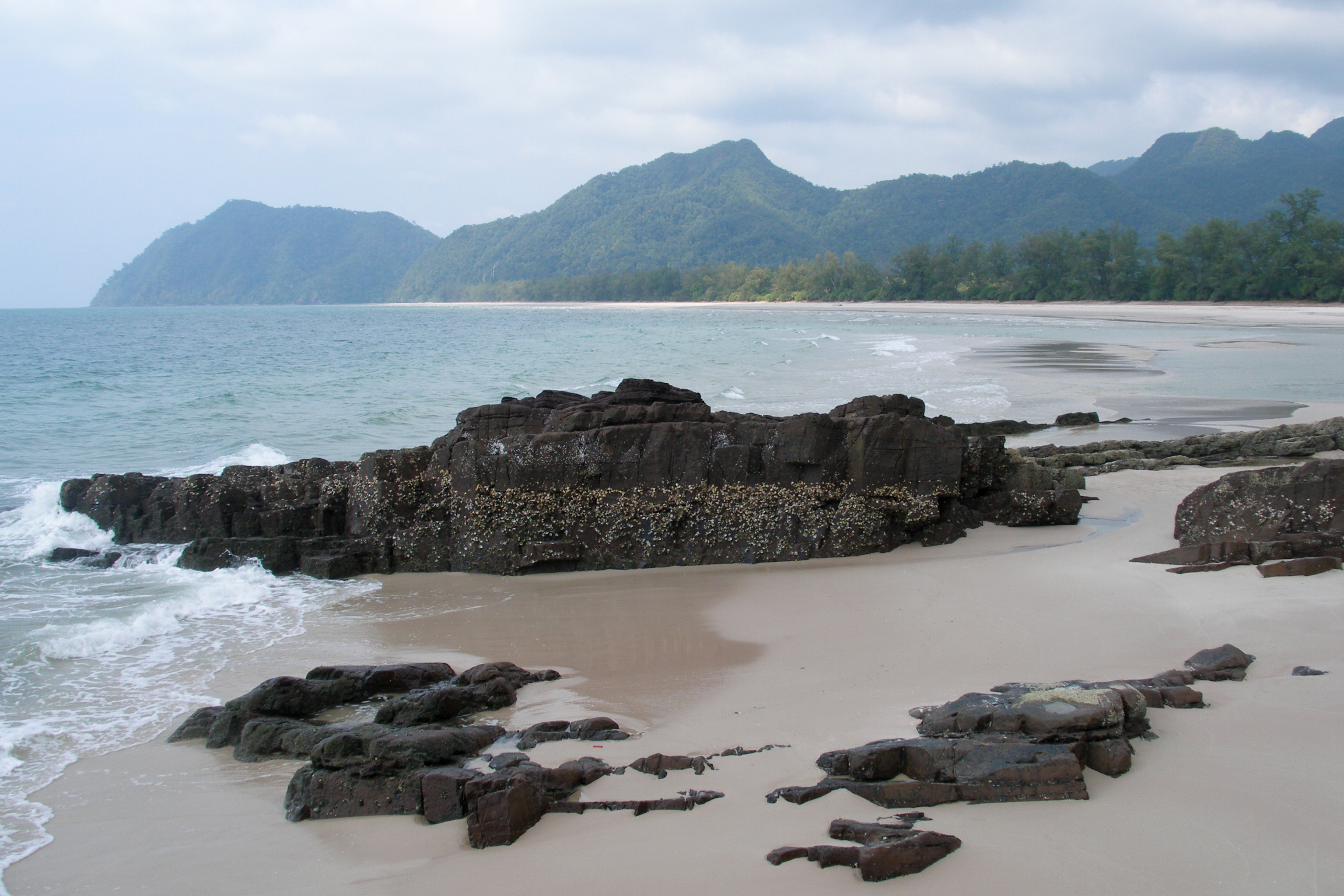
Ко Тарутао
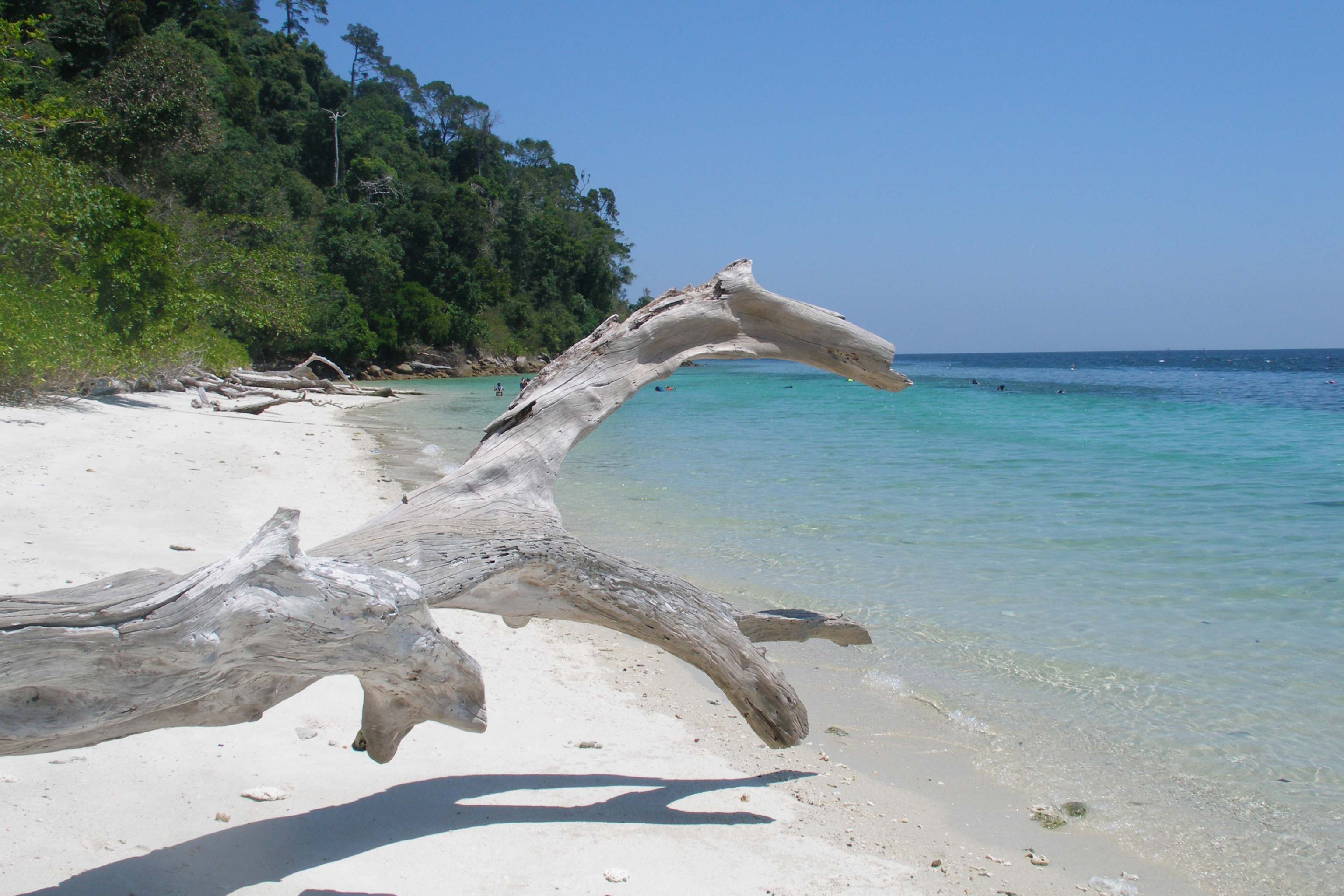
Ко Рави
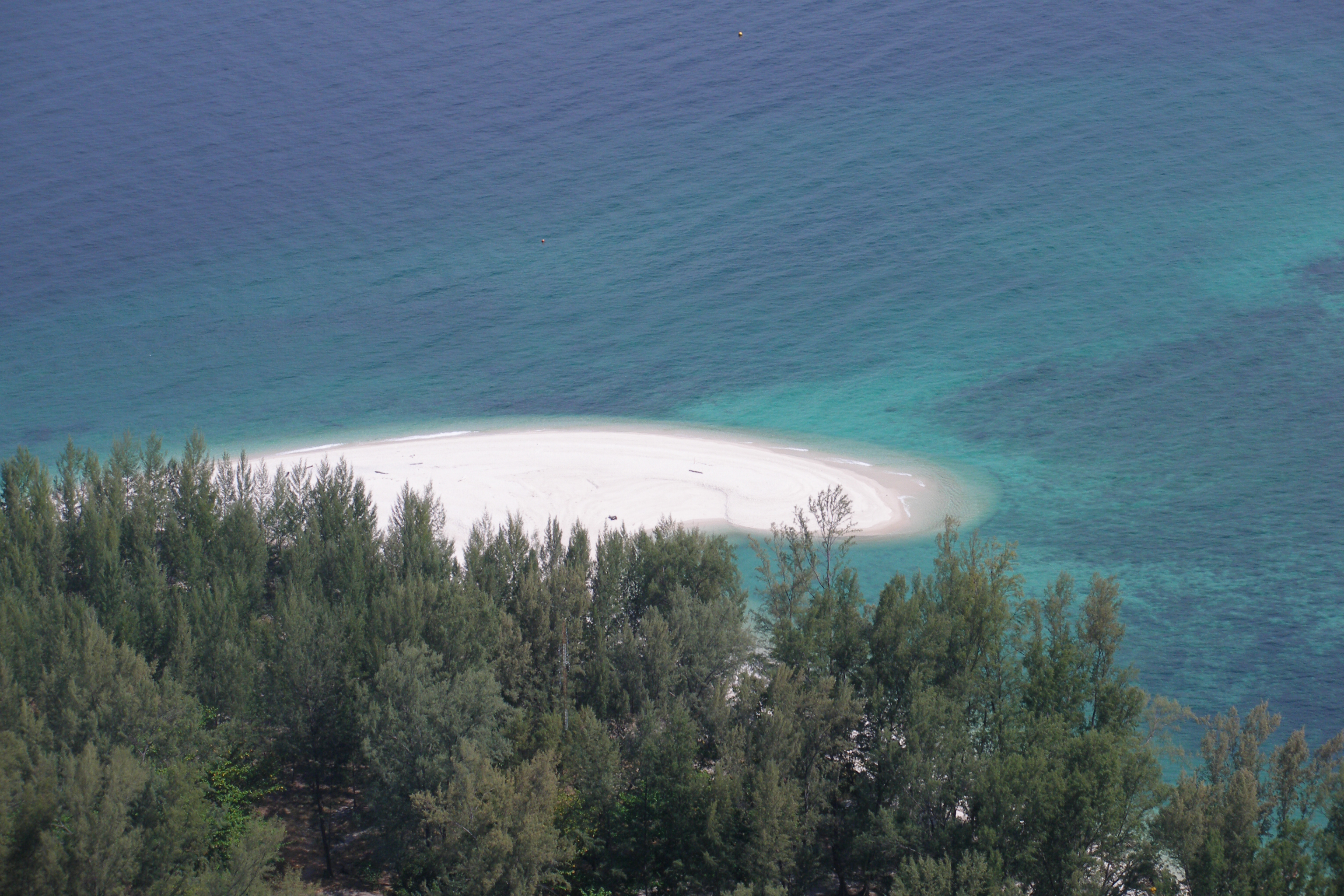
Ко Аданг
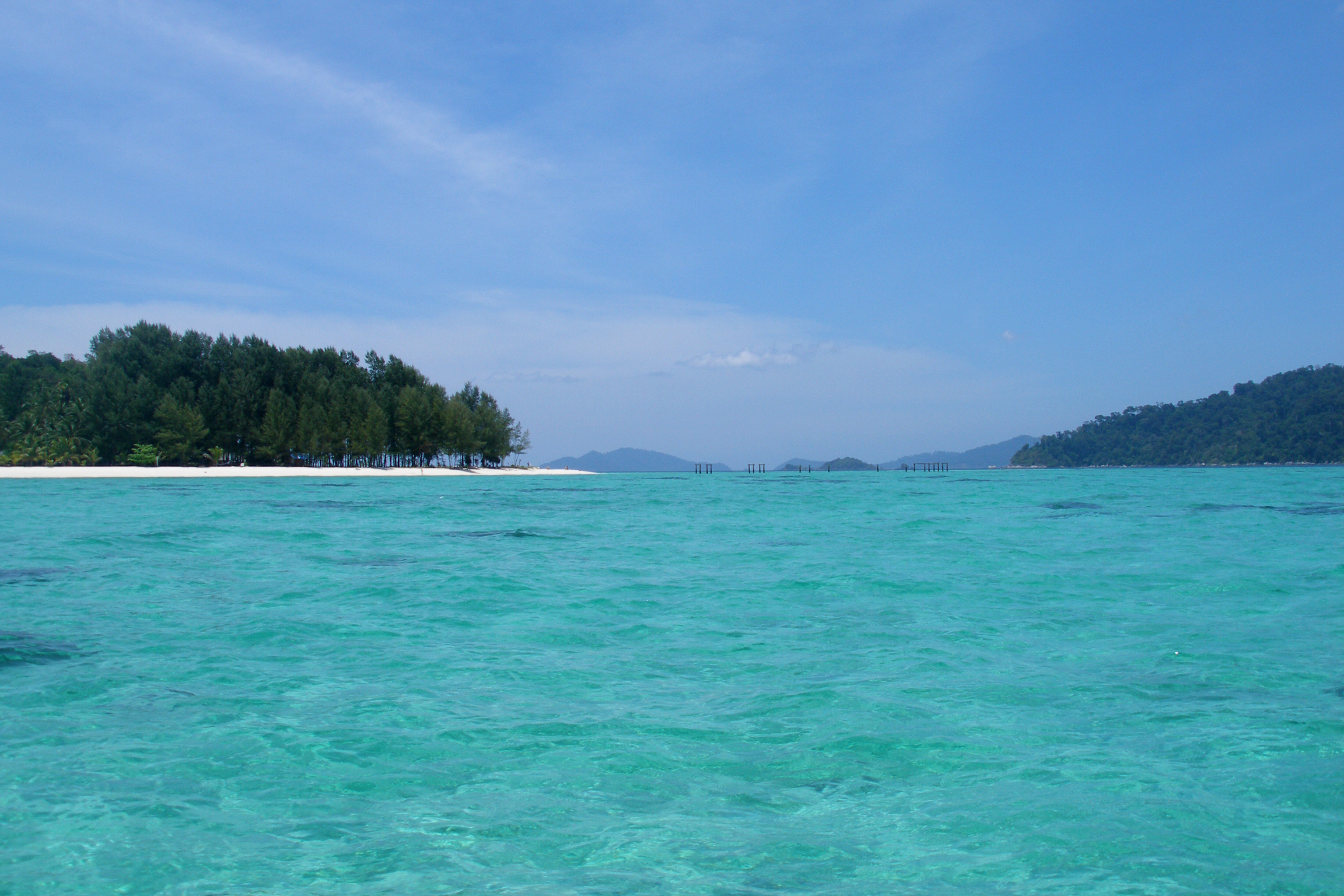
Пролив между Ко Липе и Ко Аданг
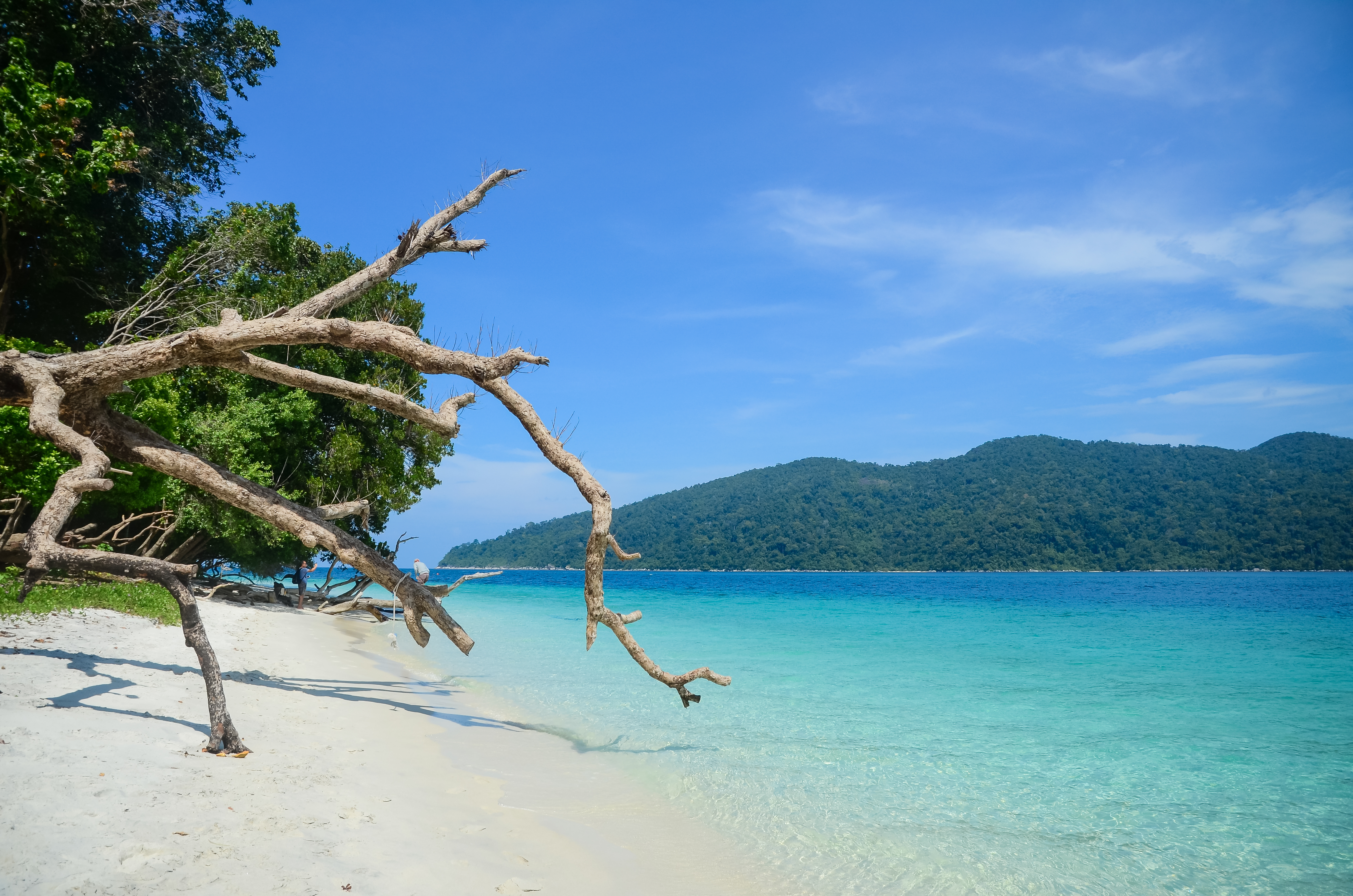
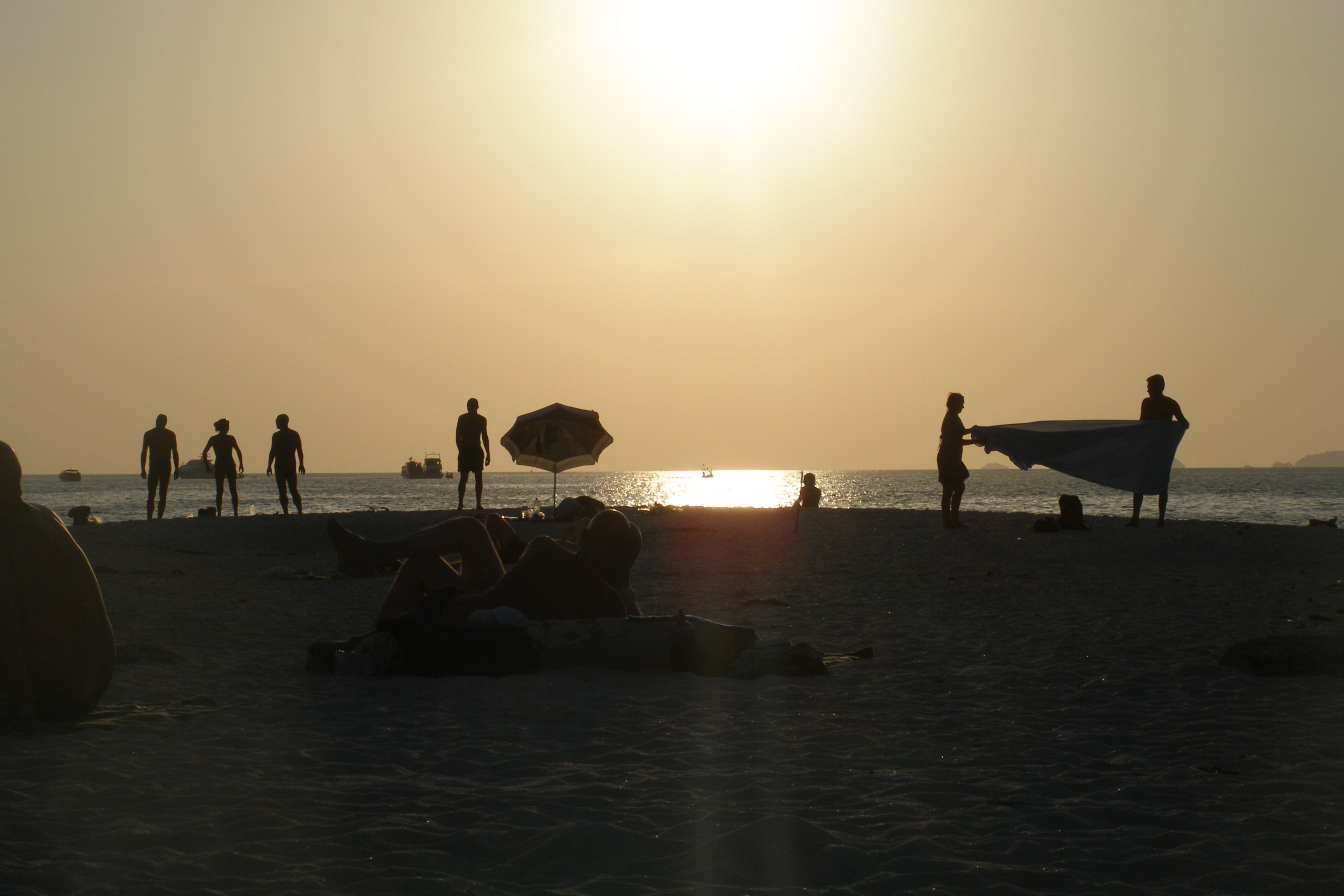
Закат